# Миодраг Стефановић
Миодраг Мија Стефановић (20. октобар 1922 — 1. децембар 1998) био је југословенски и српски кошаркаш, тренер и кошаркашки судија.

## Каријера

### Играчка каријера
Стефановић је играо за Црвену звезду у Првој лиги Југославије, са којом је освојио национални шампионат у сезони 1946. У тој сезони је за Црвену звезду постигао 3.4 поена по утакмици, а играо је на свих седам мечева.
Играо је за репрезентацију Југославије на Европском првенству 1947. године одржаном у Прагу. Одиграо је једну утакмицу и постигао два поена.

### Тренерска каријера
Био је тренер БКК Раднички из Београда, а након тога репрезентацију Аустрије на Европском првенству у кошарци 1951. године. Током сезоне 1953. водио је Партизан у Првој лиги Југославије.
Стефановић је водио и женска репрезентацију Југославије на Европским првенствима 1952. и 1964. године.
Био је судија на Летњим олимпијским играма 1952. године, а након тога се пензионисао.

## Награде и трофеји
- Југословенска лига, шампион: 1 (са Црвеном звездом: 1946.).